# Androsoma perhirsutum
Androsoma perhirsutum là một loài ruồi trong họ Tachinidae.